# Diecezja Asyżu-Nocera Umbra-Gualdo Tadino
Diecezja Asyżu-Nocera Umbra-Gualdo Tadino (łac. Dioecesis Assisiensis-Nucerina-Tadinensis) – diecezja Kościoła rzymskokatolickiego we Włoszech, w metropolii Perugii, w regionie kościelnym Umbria.
Diecezja Asyżu została erygowana w III wieku. 30 września 1986 została połączona z diecezją Nocera Umbra-Gualdo Tadino.

## Główne świątynie
- Katedra: Katedra św. Rufina w Asyżu
- Konkatedry:
  - Bazylika konkatedralna św. Benedykta w Gualdo Tadino
  - Konkatedra Matki Bożej Wniebowziętej w Nocera Umbra
- Bazyliki papieskie:
  - Bazylika św. Franciszka w Asyżu
  - Bazylika Najświętszej Marii Panny od Aniołów w Asyżu
- Bazylika mniejsza: Bazylika św. Klary w Asyżu

## Biskupi diecezjalni (od 1986)
- Sergio Goretti (1986–2005)[a]
- Domenico Sorrentino (od 2005)